# Rebecca Wiasak
Rebecca Wiasak, née le 24 mai 1984 à Geelong, est une coureuse cycliste australienne. Spécialiste de la piste, elle est championne du monde de poursuite en 2015 et 2016.

## Biographie
De 1996 à 2008, Rebecca Wiasak participe avec succès à des épreuves d'athlétisme. Entre 2008 à 2010, elle se consacre au triathlon et au basket-ball, notamment au sein d'une équipe australienne composée de joueuses d'origines lituaniennes,. En 2003, elle étudie le journalisme sportif à Canberra et travaille pour le Canberra Times et WIN news.
En 2010, elle se tourne vers le cyclisme et rentre dans le « National Talent Identification and Development Program » (le Programme national d'identification et de développement des talents),. L'année suivante, elle se classe sixième du contre-la-montre individuel du championnat d'Océanie de cyclisme sur route et en 2012 elle termine vice-championne d'Océanie de poursuite individuelle sur piste. Au niveau international, elle réalise son premier résultat dans le cadre de la Coupe du monde sur piste 2012-2013 à Aguascalientes, où elle prend la troisième place de la poursuite individuelle. La saison suivante, en Coupe du monde, elle est dans la même discipline deuxième de la manche de Manchester et première à Aguascalientes. Elle termine également à trois reprises troisième de la poursuite par équipes avec l'équipe australienne.
Sur route, elle remporte notamment le prologue de Gracia Orlova et rejoint en cours de saison 2014 l'équipe Wiggle Honda.
En 2015, à 30 ans elle est sélectionnée pour l'épreuve de la poursuite pour ses premiers championnats du monde sur piste. Elle réalise le meilleur temps des qualifications et se qualifie pour la finale. Opposée à une autre surprise, l'Américaine Jennifer Valente, elle remporte le titre mondial avec plus de trois secondes d'avance,. Elle conserve son titre l'année suivante, en battant en finale la Polonaise Małgorzata Wojtyra de plus de sept secondes.

## Palmarès sur piste

### Championnats du monde
- Saint-Quentin-en-Yvelines 2015
  -  Championne du monde de poursuite
- Londres 2016
  -  Championne du monde de poursuite
- Hong Kong 2017
  -  Médaillée d'argent de la poursuite par équipes
  - 4e de la poursuite

### Coupe du monde
- 2012-2013
  - 3e de la poursuite à Aguascalientes
- 2013-2014
  - Classement général de la poursuite
  - 1re de la poursuite à Aguascalientes
  - 2e de la poursuite à Manchester
  - 3e de la poursuite par équipes à Manchester
  - 3e de la poursuite par équipes à Aguascalientes
  - 3e de la poursuite par équipes à Guadalajara
- 2016-2017
  - 1re de la poursuite par équipes à Cali (avec Alexandra Manly, Ashlee Ankudinoff et Amy Cure)

### Jeux du Commonwealth
| Édition / Épreuve | Poursuite individuelle |
| Gold Coast 2018   | Argent                 |

### Championnats d'Océanie
- 2012
  -  Médaillée d'argent de la poursuite
- 2014
  -  Médaillée d'argent de la poursuite
  -  Médaillée d'argent de la poursuite par équipes
  -  Médaillée de bronze du scratch

### Championnats nationaux
- Championne d'Australie de poursuite en 2017

## Palmarès sur route
- 2011
  - 3e étape du Canberra Tour
  - Geelong Tour :
    - Classement général
    - 1re étape

  - 2e du Canberra Tour 
  - 6e du championnat d'Océanie du contre-la-montre
- 2012
  - 1re étape de la Battle on the Border
  - 1re étape du North Western Tour
  - 1re étape du Canberra Tour
  - 2e de la Battle on the Border
- 2013
  - 1re étape du Mersey Valley Tour
  - 2e étape de la Battle on the Border
  - 2e étape de l'Adelaide Tour
  - 3e et 4e étapes du National Capital Tour
  - 3e de la Battle on the Border
- 2014
  - Prologue de Gracia Orlova
  - 2e étape du Tour of the Murray River
  - Tour of the King Valley :
    - Classement général
    - 1re, 2e et 3e étapes
- 2015
  - 3e de l'Adelaide Tour
- 2018
  -  Championne d'Australie du critérium
- 2019
  -  Championne d'Australie du critérium
  - 3e de la Melbourne to Warrnambool Classic